# Hondo, l'homme du désert
Pour les articles homonymes, voir Hondo (homonymie).
Pour plus de détails, voir Fiche technique et Distribution.
Hondo, l'homme du désert (Hondo) est un film américain réalisé en relief (3-D) par John Farrow, sorti en 1953.

## Synopsis
Hondo Lane, éclaireur de l'armée américaine, arrive dans un ranch isolé en territoire apache, où il ne trouve qu'une femme au caractère bien trempé et son petit garçon. Ils refusent de quitter leur ferme malgré la menace que constituent les Indiens révoltés. Hondo devient leur protecteur.

## Fiche technique
- Titre : Hondo, l'homme du désert
- Titre original : Hondo ou They called him Hondo
- Réalisation : John Farrow
  - Réalisateur suppléant pour les dernières scènes : John Ford (non crédité)[1]
- Scénario : James Edward Grant d'après un roman de Louis L'Amour, The Gift of Cochise (le cadeau de Cochise)
- Production : Robert Fellows et John Wayne (non crédité)
- Responsable de production : Andrew V. McLaglen
- Photographie : Robert Burks et Archie Stout
- Montage : Ralph Dawson
- Musique : Hugo Friedhofer et Emil Newman
- Directeur artistique : Alfred Ybarra
- Costumes : Carl Walker
- Cascades : Jack N. Young, Frank McGrath, Chuck Roberson et Terry Wilson (non crédités)
- Société de production : Wayne-Fellows Productions et Batjac Productions
- Société de distribution : Warner Bros.
- Pays de production : États-Unis
- Langues : anglais, langues athapascanes
- Format : Couleurs (Warnercolor) - Mono  (RCA Sound System) - 35 mm - 1.37 : 1
- Genre : Western
- Durée : 83 minutes
- Dates de sortie :
  - États-Unis : 27 novembre 1953, Canada : 1er janvier 1954
  - France : 3 décembre 1954
- Affiche : Constantin Belinsky (France)

## Distribution
- John Wayne (VF : Raymond Loyer) : Hondo Lane
- Geraldine Page (VF : Jacqueline Porel) : Angie Lowe
- Ward Bond (VF : Pierre Morin) : Buffalo Baker
- Michael Pate (VF : Jean-François Laley) : Vittorio
- Lee Aaker (VF : Jackie Gencel) : Johnny Lowe
- James Arness (VF : Jean Clarieux) : Lennie
- Leo Gordon (VF : Claude Bertrand) : Ed Lowe
- Rodolfo Acosta (VF : Roger Rudel) : Silva
- Tom Irish (VF : Roland Ménard) : le lieutenant McKay
- Paul Fix (VF : Claude Péran) : le major Sherry
- Rayford Barnes : Pete, le joueur de cartes au saloon

## Non crédités
- Frank McGrath : le complice de Lowe
- Chuck Roberson : Kloori, un guerrier apache / un sergent de cavalerie tué lors de l'attaque indienne

## Autour du film
L'une des plus grosses recettes parmi toutes les productions 3D des années 1950[réf. nécessaire].
À l'origine John Wayne souhaitait uniquement se consacrer à la production et désirait confier le rôle-titre à Glenn Ford ; celui-ci déclina la proposition compte tenu de sa mésentente avec John Farrow, et John Wayne prit donc le rôle.
Angie Lowe devait être interprété par Katharine Hepburn. Mais au fur et à mesure du développement du scénario, son personnage devint de moins en moins important et donc inférieur au statut de vedette d'Hepburn. Le rôle revint alors à Geraldine Page, quasi débutante au cinéma.
Pour les nécessités du tournage, Lee Aaker, qui tenait le rôle de Johnny Lowe, dut être jeté trois fois dans la rivière par John Wayne. Anecdote relevée dans les bonus du DVD.
Contrairement à ce qui se passe dans la plupart des films, ce ne sont pas des lances à incendie qui ont créé les averses d'un orage mais une véritable petite période de très mauvais temps avec des vents violents pendant laquelle le tournage a continué. Anecdote relevée dans les bonus du DVD.
Une série télévisée américaine Hondo a été créée en 1967 avec Ralph Taeger (en) dans le rôle titre. Michael Pate y reprend le rôle du chef Apache Victorio.

## La représentation des Indiens
Le film, tourné en 1953, se démarque des autres westerns réalisés à la même époque, du fait de son positionnement en faveur des Indiens. Dans beaucoup de westerns, les Indiens sont dépeints comme d'affreux sauvages belliqueux et violents.
Ici, le personnage principal, Hondo Lane, est un métis qui a des origines indiennes. 
Les Apaches sont sur le « sentier de la guerre » par la faute des blancs, qui n'ont pas respecté les traités signés avec les tribus indiennes. Une scène aborde également la violence des blancs envers les Indiens lorsque le chef, Vittorio, dit que tous ses fils ont été tués par les soldats blancs.
Enfin, la scène finale évoque l'arrivée prochaine du général Crook et de ses troupes ; « Ce sera la fin des Apaches », déclare l'un des protagonistes. Et Hondo Lane d'ajouter : « La fin d'une manière de vivre. Dommage, c'était la bonne manière. »